# Army Airborne School

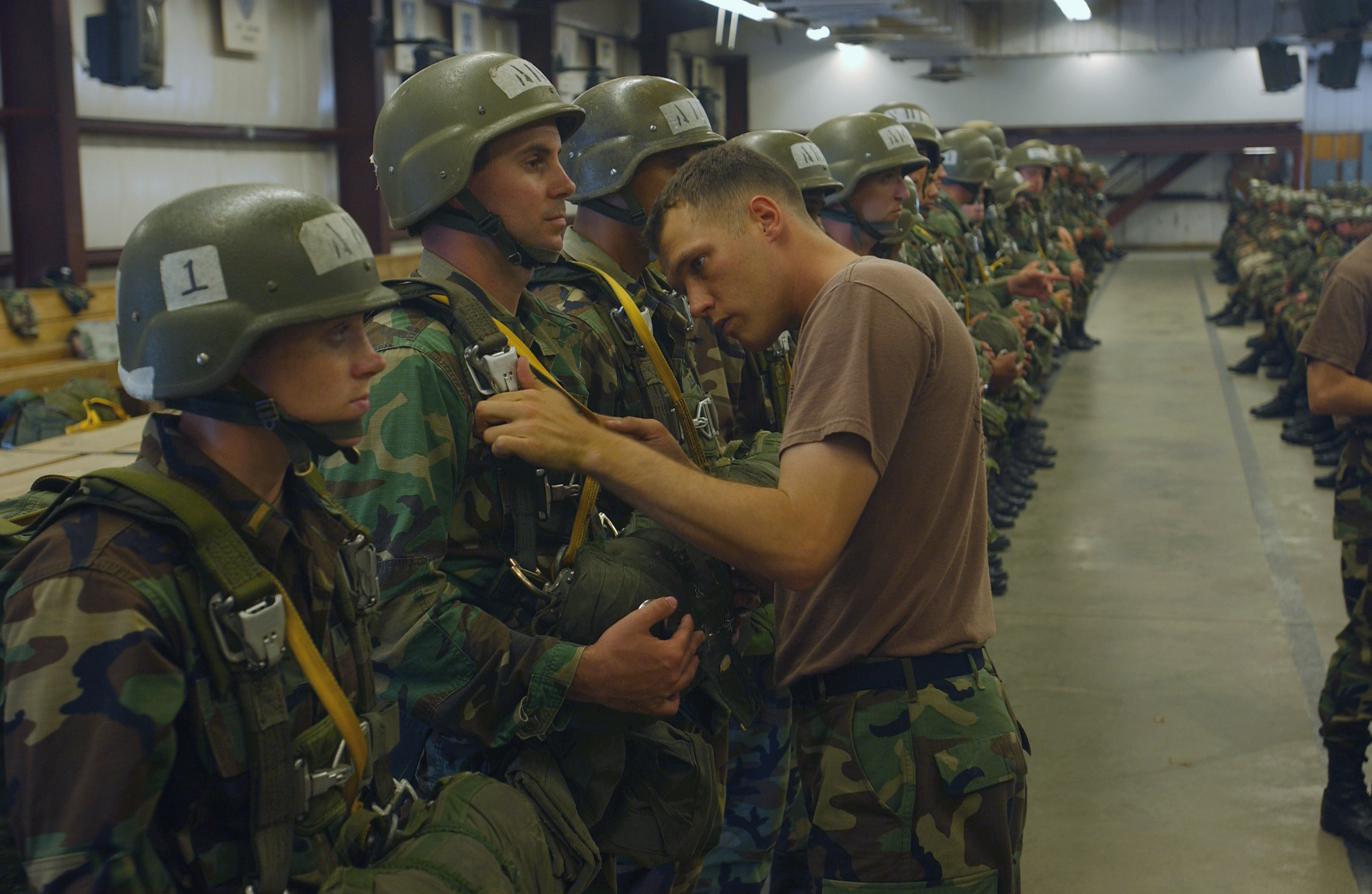
Étudiants inspectés par leur instructeur parachutiste avant leur première opération aéroportée.

La Army Airborne School (école militaire d'aéroportage), aussi connue sous le nom de Jump School, dispense des cours de parachutisme militaire à l'intention des soldats des forces armées des États-Unis. Elle est régie par le 1er bataillon aéroporté du 507e régiment d'infanterie au sein de la Army Infantry School, située à Fort Benning en Géorgie. La Airborne School conduit le Basic Airborne Course, ouverte aux soldats issus de toutes les branches du département de la Défense et des alliés militaires des États-Unis.